# Złoty Żuk za najlepszy film
Złoty Żuk za najlepszy film (szw. Guldbaggen för bästa film) – jedna z kategorii Złotego Żuka (szw. Guldbagge), szwedzkiej nagrody filmowej przyznawanej corocznie przez Szwedzki Instytut Filmowy, która nagradza najlepszy szwedzki film roku.

## Zwycięzcy i nominowani
Poniższa lista przedstawia chronologicznie wszystkie ceremonie wręczenia Złotych Żuków wraz z produkcjami, które w danym roku zdobyły nagrodę dla najlepszego filmu i ich twórcami. Do 1990 roku ogłaszano jedynie zwycięzców nagrody, bez wskazywania nominowanych filmów. Od 1991 roku upubliczniano także inne nominowane filmy, które są wymienione w tabeli pod zwycięzcą.
Przez pierwsze dziewiętnaście ceremonii okres kwalifikacji rozkładał się na dwa lata kalendarzowe. Dla przykładu, 2. ceremonia wręczenia Złotych Żuków, która odbyła się 15 października 1965 roku, zakresem obejmowała filmy, których premiera miała miejsce pomiędzy lipcem 1964 roku a czerwcem 1965 roku. Począwszy od 20. ceremonii, która miała miejsce w 1985 roku, za okres kwalifikacji obierano pełny poprzedni rok kalendarzowy, od 1 stycznia do 30 grudnia. Nagrody wręczone na tej ceremonii objęły okres 18 miesięcy produkcji filmowej, ze względu na przejście z nietypowego na tradycyjny rok kalendarzowy. W 1971 roku uroczystość nie odbyła się z uwagi na przeciętny dla kinematografii okres.

### Lata 60.
| Rok          | Film              | Reżyser/reżyserzy     | Producent/producenci               |
| ------------ | ----------------- | --------------------- | ---------------------------------- |
| 1963/64 (1.) | Milczenie         | Ingmar Bergman        | Allan Ekelund                      |
| 1964/65 (2.) | Kłopoty z weselem | Åke Falck             | Tore Sjöberg oraz Lorens Marmstedt |
| 1965/66 (3.) | Brawo, Roland!    | Bo Widerberg          |                                    |
| 1966/67 (4.) | Persona           | Ingmar Bergman        | Ingmar Bergman                     |
| 1967/68 (5.) | Hugo i Józefina   | Kjell Grede           | Göran Lindgren                     |
| 1968/69 (6.) | Biały sport       | Grupp 13              |                                    |
| 1969/70 (7.) | Historia miłosna  | Roy Andersson         | Ejnar Gunnerholm                   |
| 1969/70 (7.) | Misshandlingen    | Lars Lennart Forsberg |                                    |

### Lata 70.
| Rok           | Film                             | Reżyser         | Producent         |
| ------------- | -------------------------------- | --------------- | ----------------- |
| 1970/71       | Emigranci                        | Jan Troell      | Bengt Forslund    |
| 1971/72 (8.)  | Jabłkowa wojna                   | Tage Danielsson |                   |
| 1972/73 (9.)  | Szepty i krzyki                  | Ingmar Bergman  | Lars-Owe Carlberg |
| 1973/74 (10.) | Garść miłości                    | Vilgot Sjöman   | Bengt Forslund    |
| 1974/75 (11.) | Ostatnia przygoda                | Jan Halldoff    | Hasse Seiden      |
| 1975/76 (12.) | Släpp fångarne loss, det är vår! | Tage Danielsson |                   |
| 1976/77 (13.) | Człowiek na dachu                | Bo Widerberg    | Per Berglund      |
| 1977/78 (14.) | Przygody Picassa                 | Tage Danielsson | Staffan Hedqvist  |
| 1978/79 (15.) | Ett anständigt liv               | Stefan Jarl     | Stefan Jarl       |
| 1979/80 (16.) | Mannen som blev miljonär         | Mats Arehn      | Olle Hellbom      |

### Lata 80.
| Rok           | Film                  | Reżyser/reżyserzy                                                   | Producent/producenci               |
| ------------- | --------------------- | ------------------------------------------------------------------- | ---------------------------------- |
| 1980/81 (17.) | Wyspa dzieci          | Kay Pollak                                                          | Bengt Forslund                     |
| 1981/82 (18.) | Prostoduszny morderca | Hans Alfredson                                                      |                                    |
| 1982/83 (19.) | Fanny i Aleksander    | Ingmar Bergman                                                      | Jörn Donner                        |
| 1984 (20.)    | Smärtgränsen          | Agneta Elers-Jarleman                                               |                                    |
| 1985 (21.)    | Moje pieskie życie    | Lasse Hallström                                                     | Waldemar Bergendahl                |
| 1986 (22.)    | Ofiarowanie           | Andriej Tarkowski                                                   | Anna-Lena Wibom                    |
| 1987 (23.)    | Pelle zwycięzca       | Bille August                                                        | Per Holst                          |
| 1988 (24.)    | Ved vejen             | Max von Sydow                                                       | Bo Christensen oraz Katinka Faragó |
| 1988 (24.)    | Tillbaka till Ararat  | Jim Downing, Göran Gunér, Per-Åke Holmquist oraz Suzanne Khardalian | Per-Åke Holmquist                  |
| 1989 (25.)    | Miraklet i Valby      | Åke Sandgren                                                        | Bo Christensen                     |

### Lata 90.
| Rok                                 | Film                                                               | Reżyser/reżyserzy                                  | Producent/producenci |
| ----------------------------------- | ------------------------------------------------------------------ | -------------------------------------------------- | -------------------- |
| 1990 (26.)                          | God afton, Herr Wallenberg – En Passionshistoria från verkligheten | Kjell Grede                                        | Katinka Faragó       |
| 1991 (27.)                          |                                                                    |                                                    |                      |
| Il Capitano                         | Jan Troell                                                         | Göran Setterberg                                   |                      |
| Agnes Cecilia – en sällsam historia | Anders Grönros                                                     | Ingrid Dalunde oraz Waldermar Bergendahl           |                      |
| Underjordens hemlighet              | Clas Lindberg                                                      | Lennart Dunér                                      |                      |
| 1992 (28.)                          |                                                                    |                                                    |                      |
| Farma aniołów                       | Colin Nutley                                                       | Lars Jönsson oraz Lars Dahlquist                   |                      |
| Min store tjocke far                | Kjell-Åke Andersson                                                | Anders Granström oraz Bert Sundberg                |                      |
| Dobre chęci                         | Bille August                                                       | Ingrid Dahlberg                                    |                      |
| 1993 (29.)                          |                                                                    |                                                    |                      |
| Proca                               | Åke Sandgren                                                       | Waldemar Bergendahl                                |                      |
| Mannen på balkongen                 | Daniel Alfredson                                                   | Hans Lönnerheden                                   |                      |
| Pariserhjulet                       | Clas Lindberg                                                      | Lennart Dunér                                      |                      |
| 1994 (30.)                          |                                                                    |                                                    |                      |
| En Pizza i Jordbro                  | Rainer Hartleb                                                     | Rainer Hartleb                                     |                      |
| Kalle i anioły                      | Ole Bjørn Salvesen                                                 | Anders Birkeland                                   |                      |
| La Hija del Puma                    | Ulf Hultberg oraz Åsa Faringer                                     | Peter Ringgaard                                    |                      |
| 1995 (31.)                          |                                                                    |                                                    |                      |
| Życie jest piękne                   | Bo Widerberg                                                       | Per Holst                                          |                      |
| Szary obywatel                      | Måns Herngren oraz Hannes Holm                                     | Waldemar Bergendahl                                |                      |
| Pensionat Oskar                     | Susanne Bier                                                       | Stefan Baron                                       |                      |
| 1996 (32.)                          |                                                                    |                                                    |                      |
| Hamsun                              | Jan Troell                                                         | Erik Crone                                         |                      |
| Łowcy                               | Kjell Sundvall                                                     | Joakim Hansson oraz Björn Carlström                |                      |
| Juloratoriet                        | Kjell-Åke Andersson                                                | Dorothee Pinfold                                   |                      |
| 1997 (33.)                          |                                                                    |                                                    |                      |
| Tik Tak                             | Daniel Alfredson                                                   | Katinka Faragó                                     |                      |
| Adam i Ewa                          | Måns Herngren oraz Hannes Holm                                     | Waldemar Bergendahl                                |                      |
| Ratuj się, kto może                 | Richard Hobert                                                     | Göran Lindström oraz Bengt Linné                   |                      |
| 1998 (34.)                          |                                                                    |                                                    |                      |
| Fucking Åmål                        | Lukas Moodysson                                                    | Lars Jönsson                                       |                      |
| Liv till varje pris                 | Stefan Jarl                                                        | Stefan Jarl                                        |                      |
| Veranda för en tenor                | Lisa Ohlin                                                         | Anna Eriksson                                      |                      |
| 1999 (35.)                          |                                                                    |                                                    |                      |
| Tsatsiki: mama i policjant          | Ella Lemhagen                                                      | Anne Ingvar                                        |                      |
| Noll tolerans                       | Anders Nilsson                                                     | Björn Carlström oraz Joakim Hansson                |                      |
| Tiden är en dröm                    | Jan Lindqvist                                                      | Klas Olofsson, Ingrid Edström oraz Anna-Lena Wibom |                      |

### 2000–2009
| Rok                                             | Film                               | Reżyser/reżyserzy                                                           | Producent/producenci |
| ----------------------------------------------- | ---------------------------------- | --------------------------------------------------------------------------- | -------------------- |
| 2000 (36.)                                      |                                    |                                                                             |                      |
| Pieśni z drugiego piętra                        | Roy Andersson                      | Lisa Alwert, Roy Andersson, Philippe Bober, Sanne Glæsel oraz Johan Mardell |                      |
| W obcym kraju                                   | Josef Fares                        | Anna Anthony                                                                |                      |
| Vingar av glas                                  | Reza Bagher                        | Peter Kropenin                                                              |                      |
| 2001 (37.)                                      |                                    |                                                                             |                      |
| Biały jak śnieg                                 | Jan Troell                         | Lars Hermann, Kerstin Bonnier, Erik Crone oraz Johan Mardell                |                      |
| Dni jak ten                                     | Mikael Håfström                    | Anna Anthony                                                                |                      |
| Pieśń dla Martina                               | Bille August                       | Bille August, Lars Kolvig, Michael Lundberg oraz Michael Obel               |                      |
| 2002 (38.)                                      |                                    |                                                                             |                      |
| Lilja 4-ever                                    | Lukas Moodysson                    | Lars Jönsson                                                                |                      |
| Alla älskar Alice                               | Richard Hobert                     | Peter Possne                                                                |                      |
| Facet z grobu obok                              | Kjell Sundvall                     | Börje Hansson oraz Charlotta Denward                                        |                      |
| 2003 (39.)                                      |                                    |                                                                             |                      |
| Zło                                             | Mikael Håfström                    | Ingemar Leijonborg oraz Hans Lönnerheden                                    |                      |
| Niewidzialna Elina                              | Klaus Härö                         | Melanie Backer, David Leitner oraz Michael Yanko                            |                      |
| Świt                                            | Björn Runge                        | Claes Gunnarsson                                                            |                      |
| 2004 (40.)                                      |                                    |                                                                             |                      |
| Opowieści z Dalarny                             | Maria Blom                         | Lars Jönsson                                                                |                      |
| Cztery odcienie brązu                           | Tomas Alfredson                    | Caisa Westling                                                              |                      |
| Jak w niebie                                    | Kay Pollak                         | Anders Birkeland oraz Göran Lindström                                       |                      |
| 2005 (41.)                                      |                                    |                                                                             |                      |
| Podróż Niny                                     | Lena Einhorn                       | Kaska Krosny                                                                |                      |
| Z ust do ust                                    | Björn Runge                        | Clas Gunnarsson                                                             |                      |
| Zozo                                            | Josef Fares                        | Anna Anthony                                                                |                      |
| 2006 (42.)                                      |                                    |                                                                             |                      |
| Dzieciaki z osiedla                             | Catti Edfeldt oraz Ylva Gustavsson | Peter Holthausen oraz Pontus Sjöman                                         |                      |
| Pożegnanie Falkenberg                           | Jesper Ganslandt                   | Anna Anthony                                                                |                      |
| Sztorm                                          | Björn Stein oraz Måns Mårlind      | Karl Fredrik Ulfung                                                         |                      |
| 2007 (43.)                                      |                                    |                                                                             |                      |
| Do ciebie, człowieku                            | Roy Andersson                      | Pernilla Sandström                                                          |                      |
| Darling                                         | Johan Kling                        | Fredrik Heinig                                                              |                      |
| Leo                                             | Josef Fares                        | Anna Anthony                                                                |                      |
| 2008 (44.)                                      |                                    |                                                                             |                      |
| Uwiecznione chwile                              | Jan Troell                         | Thomas Stenderup                                                            |                      |
| Mimowolnie                                      | Ruben Östlund                      | Erik Hemmendorff                                                            |                      |
| Pozwól mi wejść                                 | Tomas Alfredson                    | John Nordling oraz Carl Molinder                                            |                      |
| 2009 (45.)                                      |                                    |                                                                             |                      |
| Millennium: Mężczyźni, którzy nienawidzą kobiet | Niels Arden Oplev                  | Søren Stærmose                                                              |                      |
| W roli głównej... Maja                          | Teresa Fabik                       | Sandra Harms                                                                |                      |
| I taket lyser stjärnorna                        | Lisa Siwe                          | Anders Landström                                                            |                      |

### 2010–2016
| Rok                                                  | Film                           | Reżyser/reżyserzy                                  | Producent/producenci |
| ---------------------------------------------------- | ------------------------------ | -------------------------------------------------- | -------------------- |
| 2010 (46.)                                           |                                |                                                    |                      |
| Sebbe                                                | Babak Najafi                   | Rebecka Lafrenz i Mimmi Spång                      |                      |
| W kosmosie nie ma uczuć                              | Andreas Öhman                  | Bonnie Skoog Feeney i Jonathan Sjöberg             |                      |
| Wykluczeni                                           | Pernilla August                | Helena Danilesson i Ralf Karlsson                  |                      |
| 2011 (47.)                                           |                                |                                                    |                      |
| She Monkeys                                          | Lisa Aschan                    | Helene Lindholm                                    |                      |
| Simon i dęby                                         | Lisa Ohlin                     | Christer Nilson i Per Holst                        |                      |
| Gra                                                  | Ruben Östlund                  | Erik Hemmendorff                                   |                      |
| 2012 (48.)                                           |                                |                                                    |                      |
| Jedz, śpij, umieraj                                  | Gabriela Pichler               | China Åhlander                                     |                      |
| Call Girl                                            | Mikael Marcimain               | Mimmi Spång                                        |                      |
| Sugar Man                                            | Malik Bendjelloul              | Malik Bendjelloul i Simon Chinn                    |                      |
| 2013 (49.)                                           |                                |                                                    |                      |
| Zjazd absolwentów                                    | Anna Odell                     | Mathilde Dedye                                     |                      |
| Nie roń łez                                          | Måns Mårlind i Björn Stein     | Malcolm Lidbeck i David Olsson                     |                      |
| Monica Z                                             | Per Fly                        | Lena Rehnberg                                      |                      |
| 2014 (50.)                                           |                                |                                                    |                      |
| Turysta                                              | Ruben Östlund                  | Erik Hemmendorff i Marie Kjellson                  |                      |
| Gołąb przysiadł na gałęzi i rozmyśla o istnieniu     | Roy Andersson                  | Linn Kirkenær, Pernilla Sandström i Håkon Øverås   |                      |
| Gentlemen                                            | Mikael Marcimain               | Fredrik Heinig, Johannes Åhlund i Mattias Nohrborg |                      |
| 2015 (51.)                                           |                                |                                                    |                      |
| Intruz                                               | Magnus von Horn                | Madeleine Ekman                                    |                      |
| Mężczyzna imieniem Ove                               | Hannes Holm                    | Annica Bellander i Niklas Wikström Nicastro        |                      |
| Moja chuda siostra                                   | Sanna Lenken                   | Annika Rogell                                      |                      |
| 2016 (52.)                                           |                                |                                                    |                      |
| Olbrzym                                              | Johannes Nyholm                | Maria Dahlin i Morten Kjems Hytten Juhl            |                      |
| Stujednolatek, który nie zapłacił rachunku i zniknął | Felix Herngren i Måns Herngren | Malte Forssell                                     |                      |
| Moja ciotka w Sarajewie                              | Goran Kapetanović              | China Åhlander                                     |                      |
| Fragility                                            | Ahang Bashi                    | David Herdies                                      |                      |
| The Garbage Helicopter                               | Jonas Selberg Augustsén        | Andreas Emanuelsson                                |                      |